# Mordellistena hidakai
Mordellistena hidakai es una especie de coleóptero de la familia Mordellidae.

## Distribución geográfica
Habita en Okinawa (Japón).